# Satoshi Tezuka
Satoshi Tezuka (Prefettura di Tochigi, 4 settembre 1958) è un allenatore di calcio ed ex calciatore giapponese, di ruolo attaccante.